# نیسا (اورگن)
نیسا (به انگلیسی: Nyssa) شهری در شهرستان ملهور ایالت اورگن است و در سرشماری سال ۲۰۱۱ میلادی، ۳٬۲۶۷ نفر جمعیت داشته که نسبت به سال ۲۰۱۰، ۰٫۰۹ درصد رشد جمعیت داشته‌است.

## موقعیت جغرافیایی
موقعیت جغرافیایی شهرها و مناطق اطراف به شرح زیر است: